# إلفيغو هيرنان مونزون أغيري
إلفيغو هيرنان مونزون أغيري (بالإسبانية: Elfego Hernán Monzón Aguirre)‏ (5 مايو 1912 - 1981). كان زعيم المجلس العسكري في غواتيمالا من 29 يونيو 1954 - 8 يوليو 1954.

## مجلس الحكومة العسكرية (1954)
- العقيد إلفيغو هيرنان مونزون أغيري
- خوسيه لويس كروز سالازار | العقيد خوسيه كروز سالازار
- ماوريسيو دوبوا | العقيد موريسيو دوبوا

المجلس العسكري من مونزون، خوسيه لويس كروز سالازار وماوريسيو دوبوا استمرت 4 أيام، وهي الفترة التي انضم مونزون بقيادة الكولونيل كارلوس كاستيو أرماس جيش التحرير الوطني غواتيمالا.

## روابط خارجية
- Rulers.org